# Zdole, Krško
Zdole este o localitate din comuna Krško, Slovenia, cu o populație de 255 de locuitori.